# Le Chancellor
Le Chancellor é um livro escrito por Júlio Verne em 1874, sobre o naufrágio do navio homônimo.